# Конче
Вижте пояснителната страница за други значения на Конче.
Конче е село в Южна България, област Кърджали, община Момчилград. Според Национален статистически институт към 31 декември 2014 г. селото има 249 жители.

## Демография

### Преброяване на населението през 2011 г.
Численост и дял на етническите групи според преброяването на населението през 2011 г.:
|                     | Численост | Дял (в %) |
| Общо                | 246       | 100,00    |
| Българи             | 0         | 0,00      |
| Турци               | 245       | 99,59     |
| Цигани              | 0         | 0,00      |
| Други               | 0         | 0,00      |
| Не се самоопределят | 0         | 0,00      |
| Неотговорили        | 1         | 0,40      |